# Robert K. Merton
Robert King Merton (eredeti neve Robert Meyer Schkolnick) (Philadelphia, Pennsylvania, 1910. július 5. – New York, 2003. február 23.) amerikai szociológus. Életpályájának jelentős részében a Columbia Egyetemen tanított, ahol egyetemi tanár címet ért el. A tudományszociológia megalapításáért és a területen elért eredményeiért 1994-ben National Medal of Science kitüntetésben részesült.
Számos fontos fogalom fűződik a nevéhez, mint például az „nem tervezett következmények”, a „referencia csoport”, a „szerep deformáció”, de a legfontosabb fogalmai a „példakép” és az „önbeteljesítő jóslat”. A modern szociológiai, politikai és gazdasági elmélet központi eleme az „önbeteljesítő jóslat”, amely során egy helyes vagy egy helytelen hit vagy elvárás befolyásolja a helyzet kimenetelét, esetleg egy személy vagy egy csoport viselkedését. A „példakép” fogalmát egy kolumbiai orvostanhallgatókkal végzett tanulmányában fejtette ki. A fogalom a referencia csoporthoz, vagy egy olyan csoporthoz hasonlítás mentén alakult ki, melynek a személy nem tagja. A társadalmi szerep központi eleme Merton szociális csoport elméletének. Merton hangsúlyozta, hogy ahelyett, hogy az ember rendelkezik egy szereppel és egy állapottal, inkább a társadalmi struktúrába ágyazott állapot készlettel rendelkezik, ami rögzíti a várható viselkedéseket.

## Életútja
Robert K. Merton 1910. július 4-én született Philadelphiában Meyer Robert Schkolnick néven, egy jiddis nyelven beszélő orosz zsidó családba. A család 1904-ben emigrált az USA-ba. Édesanyja Ida Rasovskaya, aki radikális érzelmű, szabadgondolkodó „unzsinagóg” szocialista volt. Édesapja Aaron Schkolnickoff, akit az USA-ba érkezéskor hivatalosan Harry Skolnick néven, orosz zsidó szabóként azonosítottak. A gyerekkori emlékei alakították ki a szociális struktúra és a referencia csoport elméletének alapjait. A South Philadelphia High School tanulójaként a közeli kulturális és oktatási intézmények, mint például az Andrew Carnegie Könyvtár, a Zene Akadémia, a Központi Könyvtár és a Művészetek Múzeuma gyakori látogatója lett. A Robert K. Merton nevet a bűvész fellépéseihez vette fel művésznévnek. 1994-ben kijelentette, hogy a Dél-Philadelphiában felnövő fiatalok el vannak látva „mindenféle tőkével - szociális tőkével, kulturális tőkével, emberi tőkével, és mindezek fölött, valami olyannal, amit állami tőkének nevezünk - vagyis mindenfajta tőkével, kivéve a személyes anyagival”.
Szociológiai karrierjét George E. Simpson irányítása alatt, a philadelphiai Temple University tanulójaként (1927-1931), kezdte. Simpson kutatási asszisztenseként dolgozott egy projekten, mely a versenyzéssel és a médiával foglalkozott. Simpson vezetése alatt, Merton részt vett az évente megrendezésre kerülő ASA találkozóra, ahol megismerkedett Pitrim A. Sorokinnal, a Harvard Egyetem Szociológia Tanszékének alapító elnökével. Ezután Merton a Harvard Egyetemre ment, ahol Sorokin kutatási asszisztense lett (1931-1936).
1938-ig tanult a Harvardon, utána a Tulane Egyetem Szociológia Tanszékének elnöke és professzora lett. 1941-ben a csatlakozott a Columbia Egyetem tanári karához, és 1963-ban Giddings szociológia professzora lett. Az egyetem legmagasabb rangját, az egyetemi tanár kinevezést, 1974-ben kapta meg, és 1979-es nyugdíjba vonulása után speciális szakszolgálati professzor lett, a Kuratórium a címet olyan nyugalmazott oktatók számára tartja fent, akik „speciális szolgálatot tettek az egyetemnek”. 1942 és 1971 között társigazgatója volt az egyetem Alkalmazott Szociális Kutatási Hivatalának. A Rockefeller Egyetem adjunktusa volt, és a Russel Sage Alapítvány első ösztöndíjasa. A tanítástól 1984-ben vonult vissza. Az egyetem a hosszú és tudományos munkájának elismeréseként 1990-ben létrehozta a Robert K. Merton Professorship in the Social Sciences-t.
Merton számos hazai és nemzetközi elismerést kapott a kutatásaiért. Ő volt az első szociológus, akit beválasztottak a Nemzeti Tudományos Akadémia tagjai közé. Ő volt az első amerikai szociológus, akit beválasztottak a Svéd Királyi Tudományos Akadémia külföldi tagjai közé, és a Brit Akadémián is hasonló címmel rendelkezik. Tagja az Amerikai Filozófiai Társaságnak, a Nemzeti Oktatási Akadémiának, az Academia Europeanak, és az Amerikai Művészeti és Tudományos Akadémiának is, ami a Parzon-díjat is neki ítélte. Mertont a fókuszcsoportos kísérlet atyjának is tartják.
Megkapta a Guggenheim Tagságot 1962-ben, és ő volt az első szociológus, akit McArthur Társaság tagja lett (1983-1988). Több mint 20 egyetem adományozott neki tiszteletbeli fokozatot, mint például a Harvard, Yale, Columbia, Chicagó, a külföldiek közül a leideni egyetem, a Walesi Egyetem, a Krakkói Egyetem, Oslói Egyetem, a Jeruzsálemi Héber Egyetem és Oxford.
1934-ben feleségül vette Suzanne Carhartot, akitől született egy fia, Robert C. Merton, aki 1997-ben gazdasági Nobel-díjat kapott, és két lánya, Stephanie Merton Tombrello és Vanessa Merton, aki jogot tanított a Pace Egyetem Jogi Iskolában. Merton és Carhart elvált 1968-ban, és Suzanne 1992-ben meghalt. 1993-ban Merton újranősült, elvette Harriet Zuckermant, aki szintén szociológus.
Merton egyike volt Talcott Parsons legodaadóbb diákjainak. Nemcsak Parsons szemináriumain vett részt, hanem évekig Parsons informális szociológiai csoportjának tagja volt, és az Adams House-ban találkoztak. Merton nyilvánosan kijelentette, hogy azért ment a Harvardra, hogy Sorokintól tanulhasson, de az a gondolkodó, aki a legnagyobb hatással volt rá és leginkább inspirálta, az Parsons volt. Parsons volt a legfiatalabb tagja a disszertációját elbíráló bizottságnak, a többi tag pedig Pitirim Sorokin, Carle C. Zimmermann és a tudomány történész George Sarton. A disszertáció témája a XVII. századi Anglia tudomány fejlődése a kvantitatív társadalmi történet szempontjából volt. A téma bizottság interdiszciplináris beállítódását tükrözte.

## Munkássága

### A középérték elméletei
Merton munkásságát gyakran hasonlítják Talcott Parsons munkásságához. Parsons a társadalomtudományok fontosságát hangsúlyozta az egyetemes alap létrehozásában, míg Merton a korlátozottabb középérték elméleteket tartotta fontosnak. Merton szerint a középérték elmélet indítja az elméletalkotást egyértelműen meghatározott társadalmi jelenség szempontokkal, ahelyett, hogy széles, absztrakt entitásokat, mint például társadalom egészét, használná. A középmezőny elméleteket határozottan alátámasztják az empirikus adatok. Az elméleteket a megfigyelt adatokkal úgy kell kialakítani, hogy az elméleti problémákat és a javaslatokat lehessen empirikus módon vizsgálni. Azok a középérték elméletek, amiket korlátozott mértékű adathalmazon lehet vizsgálni, túlmutatnak a puszta társadalmi jelenségeken, vagy a nyers empirizmus és a nagy elméletek üres helyeit is kitöltik. Az efféle elméletek Max Weber és Émile Durkheim hagyatékára támaszkodnak.

### Tisztázó funkcionális elemzés
Merton amellett érvelt, hogy a funkcionalizmus központi irányában az adatok értelmezése és azok nagyobb struktúrákat érintő következményei vannak. Durkheimhez és Parsonshoz hasonlóan ő is elemzi a társadalmat abból a szempontból, hogy a kulturális és társadalmi struktúrák jól vagy rosszul integrálódtak. Merton érdeklődött a társadalmak fennmaradásának okaiért és a meghatározott funkciókat, amik segítik az alkalmazkodást egy adott társadalmi rendszerhez. Végül, úgy hitte, hogy a közös értékek központi fontosságúak a társadalmak és intézmények működésének magyarázásához, ám néhány kérdésben nem értett egyet Parsonssal. Merton „funkcionalizmus” felfogása szerint az összes szabványos, társadalmi és kulturális hiedelem funkcionális a társadalom egésze és a magánszemélyek szempontjából is. Ez az elképzelés azt állítja, hogy a különböző társadalmi rendszerek részeinek magas szintű integrációt kell mutatnia, de Merton amellett érvel, hogy az ilyen általánosítást nem lehet kiterjeszteni nagyobb, összetettebb társadalmakra. A második állítás az univerzális funkcionalizmussal függ össze. Ez az állítás azzal érvel, hogy minden standard társadalmi és kulturális struktúra és forma rendelkezik pozitív funkcióval. Merton amellett érvel, hogy ez ellentmondás. Nem minden struktúra, hit, ötlet stb. rendelkezik pozitív funkcióval. A funkcionális elemzés harmadik állításáról Merton azt állítja, hogy nélkülözhetetlen. Ez az állítás kimondja, hogy a társadalom standardizált részei rendelkeznek pozitív funkciókkal, és a nélkülözhetetlen részei képviselik a munka teljes egészét, ami arra utal, hogy a funkciók és struktúrák funkcionálisan szükségesek a társadalom számára. Ezen a ponton Merton azt állítja, hogy az embereknek be kell ismerniük, hogy a társadalomban léteznek különböző strukturális és funkcionális alternatívák.
Az empirikus vizsgálatba vetett hite a funkcionális elemzés paradigmájának fejlődéséhez vezetett. Merton szerint a paradigma az alábbi: „a kodifikált példányában alapvető és gyakran hallgatólagos feltevések, probléma készletek, a legfontosabb fogalmak, logikai eljárás, a szelektíven összegyűjtött tudás útmutató [elméleti és empirikus] lehet valamennyi tudományos területen végzett vizsgálat számára”. A strukturális funkcionalizmus szempontjából Merton úgy gondolta, hogy a hangsúly az egyéni motiváción van és nem a szociális funkciókon.
A funkcionalista perspektívák központjában 3 pont van:
- A társadalom funkciója
- A funkció a társadalomban
- Funkció a társadalom felé

### Diszfunkciók
Merton hangsúlyozza a diszfunkciók létezését. Úgy gondolja, hogy bizonyos események következménye általában diszfunkcionális, vagy diszfunkcionális egyeseknek míg másoknak funkcionális. Ezen a ponton Merton bevezeti a konfliktus elméletet, habár úgy gondolja, hogy az intézmények és az értékek lehetnek funkcionálisak a társadalom egészének. Merton kijelentette, hogy csak az intézmények diszfunkcionális vonatkozásainak elismerésével lehet magyarázni az alternatívák fejlődését és kitartását. A diszfunkciók fogalmának központi szerepe van abban a vitában, melyben Merton kifejti, hogy a funkcionalizmus alapvetően nem konzervatív. Merton diszfunkciókról írt könyvében kiemelte, hogy a problémák során előfordulhat, hogy a társadalmi rendszerek megfelelnek a funkcionális követelményeknek. Ennek köszönhetően képes volt kiemelni részleteket és ellentmondásokat az egész elméletből. Ami az egyik csoportnak funkcionális, az a másik csoportnak diszfunkcionális, és egy általános incidens alakulhat ki abból, ha egy csoportnak funkcionális és diszfunkcionális is az esemény. Merton tisztázta a fogalmat úgy, hogy egy bizonyos fokú társadalmi kohézió megkönnyíti a csoport produktivitását, ami funkcionálisnak tekinthető, ugyanakkor működésképtelenné is válhat ha túllép egy bizonyos küszöböt, mert akkor a csoport tagok lehetnek egyformán engedékenyek és nem tudják egymásból kihozni a magas teljesítmény követelményeket.
Annak érdekében, hogy segítsen az embereknek annak megállapítására, hogy mikor válik a funkcionális diszfunkcionálissá és fordítva, létrehozta a hálózatos egyensúly fogalmát. Mivel a problémák összetettek és szubjektív ítéleteken alapulnak, nem lehet könnyen mérlegelni és megítélni őket. Emiatt a pozitív funkciókat és diszfunkciókat nem lehet összeadni, és meghatározni, hogy melyik múlja felül a másikat. Annak érdekében, hogy dűlőre tudjon jutni a kérdésben, hitte, hogy vannak a funkcionális elemzésnek különböző szintjei. Merton szerint ahelyett, hogy a társadalom egészére fókuszáló elemzést kell végezni, jobb lenne, ha egy szervezeten, intézményen vagy csoporton alapuló elemzést kellene és lehetne végezni.
Nem várt következmények, a manifeszt és látens funkciók.
Néhány fontos újítás, amit Merton a szociológiában véghez vitt magába foglalja a társadalmi cselekvések nem várt következményeinek leírását, a látens és manifeszt funkciókat, és a már említett diszfunkciókat. Merton szerint a nem várt következmények egy olyan cselekvés következménye, melynek van szándékolt és nem szándékolt következménye. Mindenki tisztában van a szándékos következményekkel, de a nem szándékos következményeket már nehezebb azonosítani, és szociológiai elemzésre van szükség ahhoz, hogy kiderüljön mi is volt a cél. 1936-os tanulmányában, „A társadalmi cselekvések előre nem várt következményei”-ben Merton az emberi cselekvések széles körét fedi fel, ahol a dolgok nem a tervek szerint alakulnak, illetve paradoxonok és furcsa eredmények fedezhetőek fel. Az egyik ilyen az „önpusztító jóslat”, ami esetében a hirdetés is önmagában rossz. Merton ezt tudta illusztrálni Karl Marx jóslatára hivatkozva, mely szerint minél modernebb a társadalom a vagyon kevesebb ember kezében fog koncentrálódni, míg a társadalom nagyobb része szenved a szegénységtől és a nyomortól. Ez az előre jelzés segítette a szocialista mozgalmak terjedését, ami hatására néhány országban lassult a fejlődés, ami megegyezett Marx jóslatával. Az „önpusztító jóslat” ellentettje az „önbeteljesítő jóslat”, amikor egy eredetileg megalapozatlan jóslatról kiderül, hogy helyes, mert azoknak megfelelően cselekszenek.
Manifeszt funkciók lesznek a következmények, amiket az emberek betartanak, várnak, vagy a célnak megfelelően cselekednek; míg a látens funkciók azok, amelyek nem ismertek vagy nem a célnak megfelelőek. A manifeszt és látens funkciók megkülönböztetésére Merton azt javasolta, hogy a látens funkciók feltárásához minimum egyet le kell ásni. A példáját az 1949-es „Manifeszt és látens funkciók” című művében fejtette ki, politikai események elemzésével. Merton a politikai események negatív következményeinek leírásával kezdte, majd megváltoztatta a nézőszöget, és bebizonyította, hogy az eseményért a nép a felelős, mert csak a saját érdekeiket nézték az emberek, amikor a szociális igényeiket nézve azok nem találkoztak az állami intézmények igényeivel.
Merton egyértelművé tette, hogy a nem várt következmények és a látens funkciók nem ugyanazok. A látens funkció a nem várt következmény egyik fajtája. Úgy gondolta, hogy van még két fajtája a nem várt következményeknek: „azok, amelyek diszfunkcionálisak egy kijelölt rendszerben, és ezek magukban foglalják a látens diszfunkciókat, és azokat, amelyek nem relevánsak a rendszerrel, és amelyeknek nincs sem funkcionális sem diszfunkcionális hatása ... non-funkcionális következmények”.
Merton figyelmet szentelt a látens funkcióknak, mert azok növelik a társadalom érthetőségét; a manifeszt és a látens közötti különbség rákényszerítette a szociológusokat, hogy lépjenek túl azokon az okokon, amiket a személyek adnak a cselekvésükre, vagy a szokások és intézmények létezésén; rákényszeríti őket arra, hogy más társadalmi következtetéseket keressenek, amelyek megengedik a túlélő és megvilágító társadalmi működéseket.
A diszfunkciók lehetnek manifesztek és látensek is. A manifeszt funkció zavara olyan, mint egy fesztivál alatt, a forgalmi dugók, a lezárt utcák, a szemétkupacok, és a koszos illemhelyiségek, míg a látens zavarok a fesztivál ideje után a hiányzó ember, aki hiányzik a munkából, hogy pihenjen.

### Funkcionális alternatívák
A funkcionalisták hittek abban, hogy a társadalom rendelkezik olyan tulajdonságokkal, amik segítik a túlélésben. Bár Merton nyilvánosságra hozta ezt az elméletét, hangsúlyozta, hogy nem az adott intézmények az egyetlenek, akik képesek teljesíteni ezeket a funkciókat; a funkcionális alternatívák is képesek elvégezni ugyanazt a feladatot. Ez az elképzelés azért fontos, mert riasztotta a szociológusokat, hogy hasonló funkciókat elláthat különböző intézmény is; az eredmény tovább csökkenti az elképzelést, hogy a funkcionalizmus jóváhagyásával összefügg a status quo elve.

### Merton devianciateóriája
Az elmélet Merton 1938-as elemzésében gyökerezik, amiben a kultúra, a struktúra és az anómia között kapcsolatot írta le. Merton a kultúrát így definiálta: „normatív értékekkel és szabályozó magatartással rendelkező szervezett halmaz, ami csoportokba és kijelölt társadalmakká bontható”. A szociális struktúra egy „szervezett szociális kapcsolatok sora, amelyben a társadalom vagy a csoport tagjai nem egyformán érintettek”. Az anómia, vagy norma nélküliség, akkor keletkezik, ha „akut diszjunkció van a kulturális normák és célok illetve a csoporttagok közötti szociális struktúra kapacitása között [ha összhangban akarnak cselekedni]”. Elméletében az anómiákat összekapcsolta a devianciákkal, és azt állítja, hogy a kultúra és a struktúra közötti folytonosság megszűnése a diszfunkcionalitás következménye, amit a társadalmon belüli deviancia okoz.
Az anómia kifejezés Émile Durheimtől származik, és Merton számára a kulturális célok és a rendelkezésre álló törvényes eszközök elérése közötti törést jelöli. Az Egyesült Államokban látja az „amerikai álom” megtestesülését, aminek elemei például a monetáris siker elélésén lévő hangsúly, de anélkül, hogy törvényes, legitim a cél felé vivő utakat sértene. Más szóval Merton hitt abban, hogy mindenki az amerikai álmot kergeti, de ahogy megpróbálják elérni az álmot máshogy viselkednek, mert nem mindenkinek vannak ugyanolyan lehetőségei és előnyei. Ezért létrejön egy jelentős mennyiségű deviancia. Az elméletet sokszor használják a kriminológiában.
A konformitás a társadalmi célok elfogadott eszközökkel való elérését jelenti, az innovációk elérése pedig társadalmilag nem elfogadott módszerekkel történik. Az újítók megtalálták vagy elkészítették a saját útjukat a céljuk eléréséhez, és az esetek túlnyomó többségében ezek az utak társadalmilag nem elfogadottak, vagy deviánsak. Ritualizmus esetében az eszközök elfogadottak, de a célokat elveszítették. A ritualisták elfogadják az eszközöket, de nem hisznek, egy mindent átfogó célban; nem tekinthetőek deviánsnak. A visszavonulók elutasítják a célokat és az eszközöket is. A visszavonulók ki akarnak kerülni a helyzetből, ezért kiutat keresnek, és emiatt utasítják el a célokat és az eszközöket, ezért ez a csoport viselkedése deviánsnak tekinthető. A lázadók az elutasítás és a helyettesítés kombinációját végzik. Egyrészt elutasítanak bizonyos célokat és eszközöket, de ezeket más célokkal és eszközökkel helyettesítik. Az újítók és a ritualisták tisztán anómiás esetek, mert Merton definíciója szerint az eszközök és a célok közötti folytonosság megszakad:
| Attitüd a célokhoz | Attitüd az eszközökhöz | Adaptáció módja |
| ------------------ | ---------------------- | --------------- |
| elfogadó           | elfogadó               | konformitás     |
| elfogadó           | elutasító              | újító           |
| elutasító          | befogadó               | ritualista      |
| elutasító          | elutasító              | visszavonuló    |
| elutasító/befogadó | elutasító/befogadó     | lázadó          |

### A tudomány szociológiája
A tudomány szociológiája volt az a terület, ami Mertont nagyon érdekelte, egész pályafutása alatt szenvedélyesen foglalkozott vele. Érdeklődött a társadalmi és kulturális struktúrák illetve a tudomány közti kölcsönhatások iránt. Kiterjedt kutatásokat végzett a területen, kifejlesztette a Merton Thesist, ami magyarázza a tudományos forradalom néhány okát, és a mertoni tudományos normákat, amiket az angol rövidítés alapján gyakran csak „CUDOS”-nak neveznek. Ez néhány eszmét tömörít magába, amik Merton szerint a tudomány céljai és eszközei, és a tudósokra nézve kötelezőnek tartotta. Ezek az alábbiak:
- Közösségiség – közös tulajdon a tudományos felfedezések fölött, aszerint, hogy melyik tudós adta a fel a szellemi tulajdonát cserébe az elismerésért és a megbecsülésért
- Univerzalizmus – az igazságot személytelen és egyetemes kritériumok alapján kell értékelni, nem olyan személyes kritériumok alapján, mint a nem, kor, faj, osztály, vallás vagy nemzetiség
- Pártatlanság – a tudósakat jutalmazni kell, ha kívülről úgy tűnik, hogy önzetlenül viselkedik.
- Szervezett szkepticizmus – minden ötletet meg kell vizsgálni, és szigorú strukturált közösségi ellenőrzés kell.

A CUDOS a mertoni tudományos normák készlete, amit néha a közösségiség, univerzalizmus, pártatlanság, eredetiség (újdonságok a kutatásban), szkepticizmus (a szelektív szkepticizmus helyett). Ez a mertoni normák egy későbbi változata, mert eredetileg nem volt benne az eredetiség (A tudomány normatív struktúrája, 1942).
Merton számos a tudomány szociológiájával kapcsolatos fogalmat megalkotott, mint például a „kiirtás általi beépítést”, mely során egy fogalom annyira népszerű lesz, hogy elfeledteti a megalkotóját, és a „többszörösség”, ami egymástól független hasonló felfedezésekre utal. Merton és munkatársai sok időt töltöttek azzal, hogy „a tudományos élet szociális rendszere hogyan működik megfelelően vagy ellentétesen a tudomány erkölcsi világképével”. A tudomány társadalmi szerkezetének újabb vizsgálata lehetővé tette Merton számára, hogy tanulmányozza a tudomány jutalmazó rendszerét, a tudósok közötti prioritási vitát, és a módot, ahogy a híres tudósok aránytalan bizalmat kapnak a hozzájárulásukért, míg a kevésbé ismert tudósok kevesebb bizalmat kapnak, mint amennyit a hozzájárulásukért érdemelnének. Ezt a jelenséget Matthew-hatásnak hívta. A Matthew-hatást vizsgáló tanulmányával bemutatta, hogy a tudományos élet szociális szerkezete strukturálisan eltér a tudományos erkölcsi világképtől, és ebben az esetben sérti az univerzalizmus normáját: néhány híres tudós kapja meg a díjak, elismerések, a munkák nagy részét, és a forrásokat köztük osztják el.

### OTSOG
Merton On the shoulders of giants: A Shandean Postscript című könyvét csak „OTSOG”-ként emlegette. Merton szerint a könyv „részben paródia, részben eszmetörténet”. A könyvben nyomon követi Newton híres megjegyzését évszázadokkal korábbra, Laurence Sterne The Life and Opinions Tristram Shandy, Gentleman művéhez hasonló csapongó stílusban.

## Hatással voltak rá
Mertonra nagy hatással volt Talcott Parsons és Pitirim Sorokin is, de kisebb mértékben, mint Parsons. A disszertációja témája is jobban tükrözi a Parsons iránti szeretet és elköteleződést, mint a Sorokin irántit. Így Sorokin ellenezte, hogy Merton a puritanizmus kreativitására helyezze a hangsúlyt az értekezésében. Azonban az értelmiségiek, mint például Paul Lazarsfeld befolyásolhatták Mertont olyan elméleti állásfoglalásokban, mint amit a középérték elméleteknél láthattunk, míg általános elméleti szempontból közelebb volt Parsonshoz, mint Sorokinhoz. Lawrence Joseph Henderson is hatással volt rá, tőle tanulta a fegyelmezett vizsgálatokról, hogy lehetnek szórakoztatóak az érdekes ötletek is. E.F. Gay szerepet játszott Merton elméletének kialakulásában, ahogy George Sarton is, aki megengedte Mertonnak, hogy vele dolgozzon a Harvardon. Émile Durkheim és Georg Simmel is nagyban hozzájárult ahhoz, hogy Merton megértse a szociológiai folyamatokat, és ki tudja alakítani a saját nézeteit.

## Magyarul megjelent művei
Legfontosabb angol nyelvű kötetei megtalálhatók közkönyvtárainkban.
- A deviáns viselkedés szociológiája / írta Robert K. Merton et al.; vál. Andorka Rudolf, Buda Béla, Cseh-Szombathy László. Budapest, 1974. 530 p. (antológia)
- Válogatás Robert K. Merton tudásszociológiai és tudományszociológiai írásaiból; szerk. Huszár Tibor, Léderer Pál, bev. Papp Zsolt, ford. Balogh Zoltán; OM Marxizmus-Leninizmus Oktatási Főosztály, Bp., 1976 (Szociológiai füzetek) 188 p.
- Társadalomelmélet és társadalmi struktúra; vál., utószó Kulcsár Kálmán, ford. Berényi Gábor; Gondolat, Bp., 1980 (Társadalomtudományi könyvtár)
- Társadalomelmélet és társadalmi struktúra (Social theory and social structure); ford. Berényi Gábor, Balogh Zoltán; Osiris, Bp., 2002 (Osiris tankönyvek) 811 p.

## Díjak, elismerések
1994-ben elnyerte az amerikai Tudományos Nemzeti Kitüntetést (National Medal of Science), a „szociológiai tudomány megalapításáért és a társadalmi élet feltárásáért tett úttörő hozzájárulásáért, különösképpen az önbeteljesítő jóslat és a társadalmi cselekvések nem tervezett következménye tekintetében.” Ő volt az első szociológus, aki megkapta ezt a díjat.

## Fordítás
- Ez a szócikk részben vagy egészben a Robert K. Merton című angol Wikipédia-szócikk fordításán alapul.  Az eredeti cikk szerkesztőit annak laptörténete sorolja fel. Ez a jelzés csupán a megfogalmazás eredetét és a szerzői jogokat jelzi, nem szolgál a cikkben szereplő információk forrásmegjelöléseként.